# Menanga Besar
Menanga Besar is een bestuurslaag in het regentschap Ogan Komering Ulu van de provincie Zuid-Sumatra, Indonesië. Menanga Besar telt 2604 inwoners (volkstelling 2010).